# Paul Desmond
Paul Emil Desmond (født 25. november 1924, død 30. maj 1977) var en amerikansk altsaxofonist, hvis runde tone og flydende frasering var indbegrebet af jazzens klangideal.
Hans karriere var uløseligt forbundet med "The Dave Brubeck Quartet" som han var medlem af fra 1951 til 1967.